# Priorslee
Priorslee – dzielnica miasta Telford, w Anglii, w Shropshire, w dystrykcie (unitary authority) Telford and Wrekin. Leży 22,1 km od miasta Shrewsbury i 206,8 km od Londynu. W 2011 roku dzielnica liczyła 6325 mieszkańców.